# Amarpur (Banka)
Amarpur is een notified area in het district Banka van de Indiase staat Bihar. 

## Demografie
Volgens de Indiase volkstelling van 2001 wonen er 20.930 mensen in Amarpur, waarvan 52% mannelijk en 48% vrouwelijk is. De plaats heeft een alfabetiseringsgraad van 42%. 